# Рой Планкетт
Рой Планкетт (англ. Roy Joseph Plunkett; 26 червня 1910, Нью-Карлайл, Огайо, США — 12 травня 1994, Корпус-Крісті, Техас, США) — американський хімік і винахідник. У 1938 році він синтезував політетрафторетилен (ПТФЕ, Teflon®), пластмасу, що має цінні фізичні і хімічні властивості і яка знайшла широке застосування у техніці та побуті.

## Біографічні дані
Планкетт народився у Нью-Карлайлі, штат Огайо, навчався у Newton High School, Університеті Манчестера (бакалавр хімії у 1932 році) та Державному університеті штату Огайо (доктор філософії у галузі хімії у 1936 році). У 1936 році почав працювати хіміком-дослідником у дослідницькій Лабораторії Джексона у штаті Нью-Джерсі, що входила до хімічного концерну DuPont.
Політетрафторетилен 27-річним ученим було отримано у квітні 1938 року, коли він випадково, працюючи над синтезом хлорфторетану, що використовувався у холодильних установках, виявив, що закачаний ним у балони під тиском газоподібний тетрафторетилен спонтанно полімеризувався у білий парафіноподібний порошок. Випадково отримана речовина мала унікальний набір властивостей: вона була стійкою до високих температур та окиснювачів, характеризувалась надзвичайно низьким коефіцієнтом тертя ковзання, була відмінним діелектриком, погано змочувалась водою (мала гідрофобні властивості). Такі властивості пояснювались хімічною будовою полімера: усі «доступні» зв'язки у ланцюжку з атомів вуглецю були зайняті атомами фтору. У 1941 році компанії Kinetic Chemicals Inc. було видано патент на нову речовину, у 1945 було зареєстровано торгову марку «Teflon®», у 1946 випущено перший комерційний продукт під цією назвою а у 1949 році компанія стала підрозділом американської компанії DuPont.
До 1952 року Планкетт у компанії DuPont займався виробництвом тетраетилсвинцю, що використовувався як добавка до бензинів. Згодом, керував виробництвом фреону у цій же компанії. Вийшов на пенсію у 1975 році.
Планкетт помер 12 травня 1994 року у своєму техаському будинку у віці 83 років.
Ім'я Планкетта занесене до Національної зали слави полімерів (1973) та Національної зали слави винахідників (1985) у США.
Винайдений ним політетрафторетилен (або тефлон) знайшов широке застосування в хімічній, електротехнічній та харчовій промисловості, в медицині, у транспортних засобах, у військовій галузі, в основному як матеріал покриттів.
Найбільшу славу тефлон отримав завдяки використанню у виробництві кухонного посуду з антипригарним покриттям.